# Теория организации отрасли
Теория организации отрасли (англ. industrial organization), или теория отраслевых рынков — раздел экономической теории, который изучает закономерности функционирования рынков и поведения фирм на них. Предмет теории организации отрасли во многом совпадает с предметом микроэкономики. При этом теорию организации отрасли рассматривают в качестве отдельной дисциплины, так как она изучает те же самые вопросы углубленно, не ограничиваясь простыми ситуациями.

## Предмет
В теории организации отрасли предполагается, что фирмы действуют на одном или нескольких рынках. На отдельно взятом рынке могут обращаться как однородные, так и дифференцированные товары, являющиеся достаточно близкими субститутами. Поэтому строгое определение границ конкретного рынка зависит от анализируемой ситуации. Жан Тироль отмечает:

Понятие рынка отнюдь не является простым. Ясно, что мы не хотим ограничивать себя случаем однородного товара. Если мы утверждаем, что два товара относятся к одному и тому же рынку тогда и только тогда, когда они являются совершенными субститутами, тогда фактически все рынки обслуживались бы одной фирмой… Но большинство фирм в действительности не обладает чистой монопольной властью… С другой стороны, определение не должно быть и слишком широким. Любой товар потенциально является заменителем другого, хотя бы только в бесконечно малой степени. Однако рынком не может быть вся экономика в целом.
Теория организации отрасли отвечает на следующие вопросы.
1. Почему рынки устроены так, как наблюдается в действительности, а не иначе?
  1. Почему существуют фирмы (см. теория фирмы)? Что определяет их размер и внутреннюю структуру? Например, почему происходит горизонтальная и вертикальная интеграция?
  2. Почему на разных рынках наблюдается разная концентрация фирм? Почему одни рынки принадлежат одной или нескольким крупным компаниям, а другие поделены между множеством небольших фирм?
  3. Как возникает дифференциация товаров?
  4. Как складываются условия входа и выхода на рынок и устанавливаются рыночные барьеры?
2. Как особенности устройства конкретной отрасли сказываются на поведении фирм и в конечном счете на результатах функционирования этой отрасли?
3. Как стратегическое поведение фирм влияет на устройство рынков и результаты их функционирования? Например, как именно фирмы могут выстраивать барьеры для входа новых участников и как эти барьеры влияют на концентрацию фирм в отрасли?

## История
Развитие современной теории организации отрасли происходило в два этапа.

### Первый этап
Первый этап (1930-е — 1970-е гг.) связан с именами Эдварда Мейсона и Джо Бейна. Их подход иногда называют Гарвардской традицией. В этот период большая часть исследований носила эмпирический характер. Эмпирические результаты интерпретировались в рамках концепции «структура-поведение-результат». В соответствии с ней предполагалось, что существует некоторая структура рынка, которая определяет границы рыночной власти и влияет на поведение фирм. Решения, принимаемые фирмами, в конечном счете влияют на результаты функционирования рынков. Например, высокая концентрация фирм приводит к появлению рыночной власти, которая позволяет повышать фирмам цену выше предельных издержек. Это приводит к чистым общественным потерям и неэффективности.
Большинство эмпирических работ изучали зависимости между прибыльностью фирм и показателями, описывающими структуру рынка: индексами концентрации, высотой барьеров входа на рынок и т. п. В основе таких исследований были эконометрические модели, построенные на данных, описывающих различные отрасли экономики. Элементом выборки был отдельный рынок (отрасль), как нечто целостное. При этом меньше внимания уделялось внутреннему устройству отдельному рынку и поведению фирм на нем.
Основной проблемой СПР было то, что рыночная структура и особенности поведения фирм не связаны однозначной причинно-следственной связью. Рыночная структура сама может быть результатом стратегического взаимодействия фирм. Поэтому потребовалось найти более фундаментальные причины, определяющие структуру рынков и объясняющие поведение фирм. Например, высокая концентрация может быть связана как с эффектом масштаба, так и со стратегическим поведением фирм, которые препятствуют входу новых игроков. Для ограничения входа могут использоваться не только административные барьеры (лицензирование и другие разрешительные процедуры). Входу новых фирм могут препятствовать избыточные инвестиции в производственные мощности, которые позволяют очень быстро увеличить выпуск, снизить цену и не дать конкуренту захватить рынок. Таким образом, монопольное положение может быть одновременно и результатом значительного эффекта масштаба, и инструментом борьбы с потенциальными конкурентами. Это означает, что фирмам свойственно стратегическое поведение и поэтому концепция СПР является упрощенной. Требуется детальный микроэкономический анализ конкретного рынка.
Гарвардская традиция пыталась учитывать фундаментальные причины. Для этого в регрессии включались такие показатели как:
- технология (отдача от масштаба, затраты на вход, пропорцию поглощенного капитала, существование кривой обучения, долговечные и недолговечные товары и т. п.)
- предпочтения и поведение потребителя (структура информации о качестве продукта, репутация и лояльность и т. п.)
- экзогенные технологические изменения.

Хотя в этом направлении был достигнут некоторый прогресс, часто довольно сложно собрать данные, которые точно отражают основные условия и сопоставимы по отраслям. Кроме того, такой подход не решает главной проблемы — необходимости моделировать поведение фирм внутри отрасли.
Одновременно с Гарвардской традицией существовала и Чикагская традиция, которая была связана с именами Аарона Директора и Джорджа Стиглера. В рамках этой традиции больше внимания уделялось теоретическому обоснованию полученных результатов. Полученные теоретические модели в последующем подвергались эмпирической проверке. В итоге отбирались те из них, которые лучше соответствовали данным.
Подход СПР, несмотря на недостаточную теоретическую обоснованность, начал использоваться не только в академических исследованиях, но и в бизнесе. В частности, его популяризировал Майкл Портер в работах, посвященных конкуренции. Известен анализ пяти сил Портера.

### Второй этап
На втором этапе, начиная с конца 1970-х годов возникла новая теория отраслевых рынков. Ее отличительными чертами стали:
- акцент на анализе отдельных рынков;
- акцент на моделях, описывающих стратегическое поведение фирм;
- опора на разработанные теоретические модели при проведении эмпирических исследований.

Новая теория стала возможной благодаря развитию некооперативной теории игр. В теории игр возможность анализа сложного взаимодействия привела к тому, что экономисты стали анализировать не только простые ситуации (например, совершенно конкурентные рынки или монополии), но и стратегическое поведение на рынках с несколькими игроками (олигополия). При этом на первый план вышел анализ различных аспектов бизнес-стратегии.

## Методы
Важным инструментом современного анализа рынков служит теория игр. Теория организации отрасли тесно связана с теорией фирмы, предоставляя углублённое понимание места и роли фирмы в экономике, а также исследуя альтернативные концепции фирмы и её поведения во внешней среде.

## Современная теория

### Теория фирмы
Один из основных вопросов теории организации отрасли состоит в том, чтобы понять почему существуют фирмы. С точки экономической зрения, существование фирм объясняется выгодами, которые получают индивиды от совместной деятельности. Альтернативой фирме является самостоятельная деятельность, при которой индивиды взаимодействуют друг с другом посредством заключения контрактов как независимые экономические агенты. Создание фирмы может быть выгодно по следующим причинам.
1. Рыночная власть. Крупные фирмы «эксплуатируют» возможности рынка и извлекают больше выгод, чем малые. Горизонтальная интеграция ведет к увеличению доли рынка, а значит к контролю над объемами продажи, ассортиментом и к рыночной власти. Вертикальная интеграция позволяет контролировать поставщиков, ограничивая доступ к их продукции другим конкурентам. Кроме того, вертикальная интеграция позволяет контролировать поставки сопутствующих товаров (например, расходных материалов), а также лучше контролировать качество сырья, материалов, сопутствующих товаров и т. п.
2. Эффектом масштаба, эффект разнообразия и диверсификация риска. Эффект масштаба связан со снижением стоимости производства единицы товара при росте совокупного объема, если производство связано со значительными постоянными издержками. Эффект разнообразия возникает тогда, когда для производства большого ассортимента товаров требуется некоторый общий набор технологий, сырья и оборудования. Например, в автомобильной промышленности разные машины могут быть сделаны на одной платформе. Диверсификация риска возможно при сочетании нескольких направлений деятельности. Тогда в случае провала одного продукта убытки можно компенсировать за счет успеха других. Все перечисленные факторы определяют эффективный размер фирмы, концентрацию и структуру рынка.
3. Неполнота контрактов и информационная асимметрия. Реальные контракты между агентами неполны. В них невозможно зафиксировать все важные условия на все случаи жизни. Поэтому при заключении и изменении контрактов возникают транзакционные издержки. Асимметричное распределение информации между сторонами контракта часто ведет к провалу рынка: сделка может не состоятся из-за недостатка информации, либо быть неоптимальной для одной из сторон. Создание фирмы в этом случае снимает проблему частично или полностью. Информационная асимметрия снижается, так как информация теперь циркулирует в рамках одной структуры. Кроме того, отпадает необходимость в транзакционных издержках, так как переговоры между независимыми сторонами заменяются прямым управлением.
4. Проблема шантажа (вымогательства) (hold-up problem) возникает в случае, когда производство какого-либо товара требует специфических инвестиций в оборудование или обучение сотрудников. Осуществление таких инвестиций приводит к высоким издержкам ухода с рынка. Это дает возможность второй стороне в последующем настаивать на изменении условий контракта в более выгодную для себя сторону. Проблема может быть решена за счет вертикальной интеграции.

### Монополия
Важным вопросом при изучении монополий является вопрос о том, как устроено ценообразование. В простейшей модели предполагается, что единственная фирма продает однородный товар большому количеству мелких покупателей. Доминирующее положение позволяет фирме устанавливать цену, руководствуясь только задачей максимизации прибыли, и не учитывать иные последствия, связанные с повышением цены. Например, переключение покупателей на товар-заменитель. Тогда единственный результат единоличного установления цены — увеличение или снижение объема спроса.
В реальности ценообразование может быть устроено сложнее. Например, фирма может использовать ценовую дискриминацию. В условиях полной информации используется дискриминация первого рода, при которой цена индивидуальна для каждого покупателя и зависит от его субъективной оценки (полезности) данного товара. В таком случае монополия максимизирует прибыль, полностью забирая потребительский излишек.
В условиях неполной информации, когда тип покупателя (субъективная оценка полезности товара) неизвестны, монополист может предлагать меню контрактов. Например, можно дискриминировать покупателей по различным наблюдаемым характеристикам: пенсионеры, учащиеся и т. п., предлагая разные цены разным категориям. Можно использовать качественные характеристики товаров. В этом случае качественный товар предлагается по большей цене тем покупателям, которые ценят качество и готовы за него заплатить («высокий» тип покупателей). Остальным покупателям («низкий» тип) предлагается более дешевый и менее качественный аналог. При этом разница в качестве настолько существенна, что покупатели первого типа не готовы заменить его на дешевый аналог. Разница в цене также оказывается существенна и не позволяет покупателям второго типа приобрести дорогой товар. Такое поведение монополиста называется монопольным скринингом.
Монополист может использовать нелинейное ценообразование. В этом случае сумма, которую платит покупатель не является прямо пропорциональной объему. Примером может служить,\ двухчастный тариф, в котором есть фиксированная и переменная часть. Фиксированная часть представляет собой плату за доступ, а переменная зависит от фактического объема потребления.
Все варианты ценообразования являются способами изъятия потребительского излишка и максимизации прибыли монополии. Поэтому важным вопросом при изучении монополий является анализ общественной эффективности такой политики. Помимо перераспределения части излишка монопольное ценообразование ведет в чистым общественным потерям, то есть излишек сокращается на большую величину, нежели прирост прибыли, получаемой монополистом. Отсюда следует, что равновесие на таком рынке не является Парето-оптимальным, а суммарное благосостояние всех агентов (фирмы и потребителей) оказывается меньше, чем при совершенной конкуренции.

### Олигополия
Классическими моделями, описывающими конкуренцию на рынках с небольшим количеством крупных игроков, являются модели Курно, Бетрана и Штакельберга. В классических моделях фирмы конкурируют друг с другом по цене или количеству предлагаемого однородного товара. При этом они обладают полной информацией друг о друге и о рынке, на котором они работают. Фирмы могут делать выбор как одновременно, так и последовательно друг за другом, наблюдая действия соперника. Исход борьбы представляет собой равновесие по Нэшу, при котором фирмы находят наилучший ответ на действия конкурента.
В модели Курно предполагается, что две фирмы (дуополия) конкурируют друг с другом, одновременно выбирая количество товара, которые они готовы предложить на рынке. Отличие модели Штакельберга от модели Курно состоит в том, что фирмы делают последовательный выбор. Первая фирма делает выбор на первом шаге игры, а вторая отвечает. Модель Бертрана описывает ценовую конкуренцию, при которой фирмы одновременно выбирают цену. Равновесие в классических моделях с конкуренцией по количеству также как и в случае с монополией приводит к чистым общественным потерям. Поэтому равновесие на таких рынках не является Парето-оптимальным, а суммарное благосостояние всех агентов (фирмы и потребителей) оказывается меньше, чем при совершенной конкуренции. Несмотря на потери, их величина оказывается меньше, чем в условиях монополии. Исключением из правила является модель Бертрана, равновесие в которой соответствует совершенно конкурентному: цена равна предельным издержкам. Это результат называется парадоксом Бертрана.